# Armaiti
Armaiti ("Kärleken”, även Spenta Armaiti "Den livgivande kärleken”) är en arketyp, gudomlighet eller ärkeängel i zoroastrismen och förekommer i Zarathustras Sånger.
I Avesta, zoroastrismens samling av heliga texter, är Spenta Armaiti en av de sex amesha spentas skapade av Ahura Mazda för att hjälpa honom frammana de goda och förgöra det onda.
Spenta Armaiti  är kopplad till den närande funktionen och det kosmiska elementet jord. Hon råder över jorden och skyddar den som tror.